# Kid Paddle: Blorks Invasion
Kid Paddle: Blorks Invasion est un jeu vidéo d'action-aventure développé par Mistic Software et édité par Atari SA, sorti en 2007 sur Nintendo DS.
Il est basé sur la bande dessinée du même nom.